# Прибильський Іван Степанович
Іва́н Степа́нович Прибильський (1912, село Новоолексіївка, тепер Генічеський район, Херсонська область — 1986, Москва) — радянський державний діяч, суднобудівник. Кандидат у члени ЦК КП України з 1960 по 1966 роки. Депутат Верховної Ради СРСР 5-го скликання. Депутат Верховної Ради УРСР 6-го скликання.

## Біографія
Народився 1912 року в селянській родині в селі Новоолексіївка на Херсонщині.
У 1934 році закінчив Вище військово-морське інженерне училище імені Дзержинського в Ленінграді.
Після закінчення училища з 1935 року служив у військово-морському флоті СРСР, працював військовим представником на заводі імені Жданова.
У 1938 році призначений головним інженером Головного управління Наркомату суднобудівної промисловості СРСР. Член ВКП(б) з 1939 року.
З січня 1941 року працював головним інженером заводу імені 61 комунара у місті Миколаєві.
У період німецько-радянської війни, з 1941 по 1944 рік був головним інженером Навашинського і Гороховецького суднобудівних заводів, директором суднобудівного заводу «Кама» (нині ВАТ «Пермський суднобудівний завод „Кама“»).
З 1944 по 1950 рік — директор Миколаївського суднобудівного заводу імені 61-го комунара.
У 1950—1954 роках — начальник виробничого диспетчерського відділу (головного управління) та член колегії Міністерства суднобудівної промисловості СРСР.
У 1954—1956 роках — директор Чорноморського суднобудівного заводу імені Носенка у місті Миколаєві. Під його керівництвом завод освоїв великосерійне будування великих морозильних рибальських траулерів.
З 1956 по травень 1957 виконував обов'язки 1-го заступника міністра суднобудівної промисловості СРСР.
У травні 1957 року був призначений головою Ради Народного Господарства Херсонського економічного адміністративного району (включав в себе території Кримської, Миколаївської, Одеської і Херсонської областей).
З грудня 1962 по жовтень 1965 року працював головою Ради Народного Господарства Чорноморського-Південного економічного району. У 1963 році в Одесі вийшла його книга «Черноморский экономический».
У 1966 році був призначений заступником міністра хімічного і нафтового машинобудування СРСР.
Помер у 1986 році.
5 липня 1986 року ім'ям Івана Прибильського був названий транспортний рефрижератор «Іван Прибильський». 28 лютого 1988 корабель був урочисто спущений на воду зі стапеля заводу імені 61 комунара.

## Нагороди
- орден Леніна
- орден «Знак Пошани» (1948)
- орден Червоного Прапора
- орден Вітчизняної війни І ст. (8.07.1945)
- два ордени Червоної Зірки (11.05.1944, 10.11.1945)
- медаль «За бойові заслуги» (3.11.1944)
- Сталінська премія за видатні винаходи і корінні удосконалення методів виробничої роботи (1951)
- Державна премія СРСР (1960)